# Söldenhütte
Die Söldenhütte (ehemals Dr.-Heinrich-Hackel-Hütte) ist eine Hütte der Sektion Salzburg des ÖAV und liegt auf 1531 m ü. A. Höhe am Südhang des Tennengebirges. Während der Öffnungszeiten ist sie bewirtschaftet und ein bedeutender Ausgangspunkt für zahlreiche Kletterrouten, Rundtouren und Überschreitungen sowie für Wanderungen auf dem Hochplateau des Tennengebirges. Im Winter sind Skitouren möglich. Von der Sonnenterrasse bietet sich ein weiter Ausblick ins Tal der Salzach (Salzachpongau) und auf den Hochkönig.

## Geschichte
Die ehemalige Alm der Söldentalalm wurde von der Sektion Salzburg des DuOeAV als Ruine erworben, wieder aufgebaut und 1913 als Söldenhütte eröffnet. 1923 wurde die Hütte durch eine Lawine schwer beschädigt. Zu Ehren von Heinrich Hackel, dem Pionier der Tennengebirgserschließung und Sektionschef der Sektion Salzburg bis 1926, wurde die Hütte 1944 in Dr.-Heinrich-Hackel-Hütte umbenannt. 1958 wurde die Hackelhütte ausgebaut, 1978 ans Stromnetz angeschlossen. 1987 erfolgte die Neuverlegung der Wasserleitung und 1988 wurden ein Sanitäranbau und eine Kläranlage in Betrieb genommen. Von 1998 bis 2001 wurde die Hütte komplett renoviert. Im Jahr 2025 wurde die Dr.-Heinrich-Hackel-Hütte aufgrund der antisemitischen Haltung ihres Namensgebers Heinrich Hackel wieder in ihren ursprünglichen Namen Söldenhütte umbenannt.

## Zugänge
- von Wengerau (bei Werfenweng) über den Hüttenweg in 1½ Stunden
- von Zaglau (bei Werfenweng) über die Mühlbachalm in 2 Stunden
- Von Spießhof, Sankt Martin-Lammertal, bei Lungötz (965 m) über die Aualm in 2½ Stunden
- von Hüttau über Larzenbachtal und Anton-Proksch-Haus in 3 Stunden

Die Hütte ist Etappenziel des Nordalpenweges sowie des Salzburger Almenweges.

## Übergänge
- Anton-Proksch-Haus (1590 m) über Höhenweg und Laubichlalm, Gehzeit: 1 Stunde
- Laufener Hütte (1725 m) über Tauernscharte, Bleikogel und Tennkessel, Gehzeit: 6 Stunden
- Edelweißerhütte (2350 m) über Tauernscharte und Wengerscharte, Gehzeit: 5 Stunden
- Leopold-Happisch-Haus (1925 m) über Tauernscharte und Wengerscharte, Gehzeit: 6 Stunden

## Gipfelbesteigungen
- Tauernkogel (2247 m), Gehzeit: 2 Stunden
- Eiskogel (2321 m), Gehzeit: 2½ Stunden
- Bleikogel (2412 m), Gehzeit: 4 Stunden

## Skitouren
- Eiskogel/Tauernkogel
- Bleikogel – Laufener Hütte
- Tennengebirgsüberquerung zur Wengerscharte, Scheiblingkogel